# Catedral de Gant
La catedral de Sant Bavó (en neerlandès Sint-Baasfkathedraal) és la catedral catòlica de la ciutat flamenca de Gant. És un edifici originari del segle x, ampliat en estil gòtic al segle xiii. Està consagrada a sant Bavó de Gant, que abans de la seva conversió per sant Amand, s'anomenava Allowyn.

## Història
La més antiga menció d'aquesta catedral del comtat de Flandes es remunta al segle x. Transmarius, bisbe de Tournai i de Noyon, va fer crear en aquest indret una capella que portava llavors el nom d'església de Saint-Jean. Al segle xiii, l'església va ser renovada i ampliada; s'hi va afegir una església a sobre i capelles laterals; esdevingué cripta l'església originària. El cor va ser completat amb una volta en fusta i es va afegir una torre oest a l'edifici gòtic. El 1543, es va posar a l'església una fletxa. La catedral de Sant Bavó porta aquest nom des de 1540. En aquella època, Carles I, nascut a Gant, va prendre una sèrie de mesures repressives a la ciutat que s'havia rebel·lat contra l'impost de guerra aixecat per l'emperador. Entre aquestes mesures estava prevista la construcció d'una ciutadella per tal de vigilar la ciutat: aquests treballs van ser confiats a Adrien de Croy.
Va escollir l'emplaçament de l'abadia de Sant Bavó, que va arrasar en gran part malgrat les vanes súpliques dels frares. El capítol va ser llavors traslladat a l'església de Saint-Jean, que va ser rebatejada amb l'advocació de sant Bavó.
No va ser fins al 1559 que l'església va ser escollida pel papa com a església episcopal de Gant i es va convertir en catedral.
El 1566, els iconoclastes van destruir les vidrieres ofertes per Carles I, Maria d'Habsburg i Felip II.
Dos incendis successius van destruir la fletxa, així com una part de l'edifici, el 1628 i 1640.

## Arquitectura

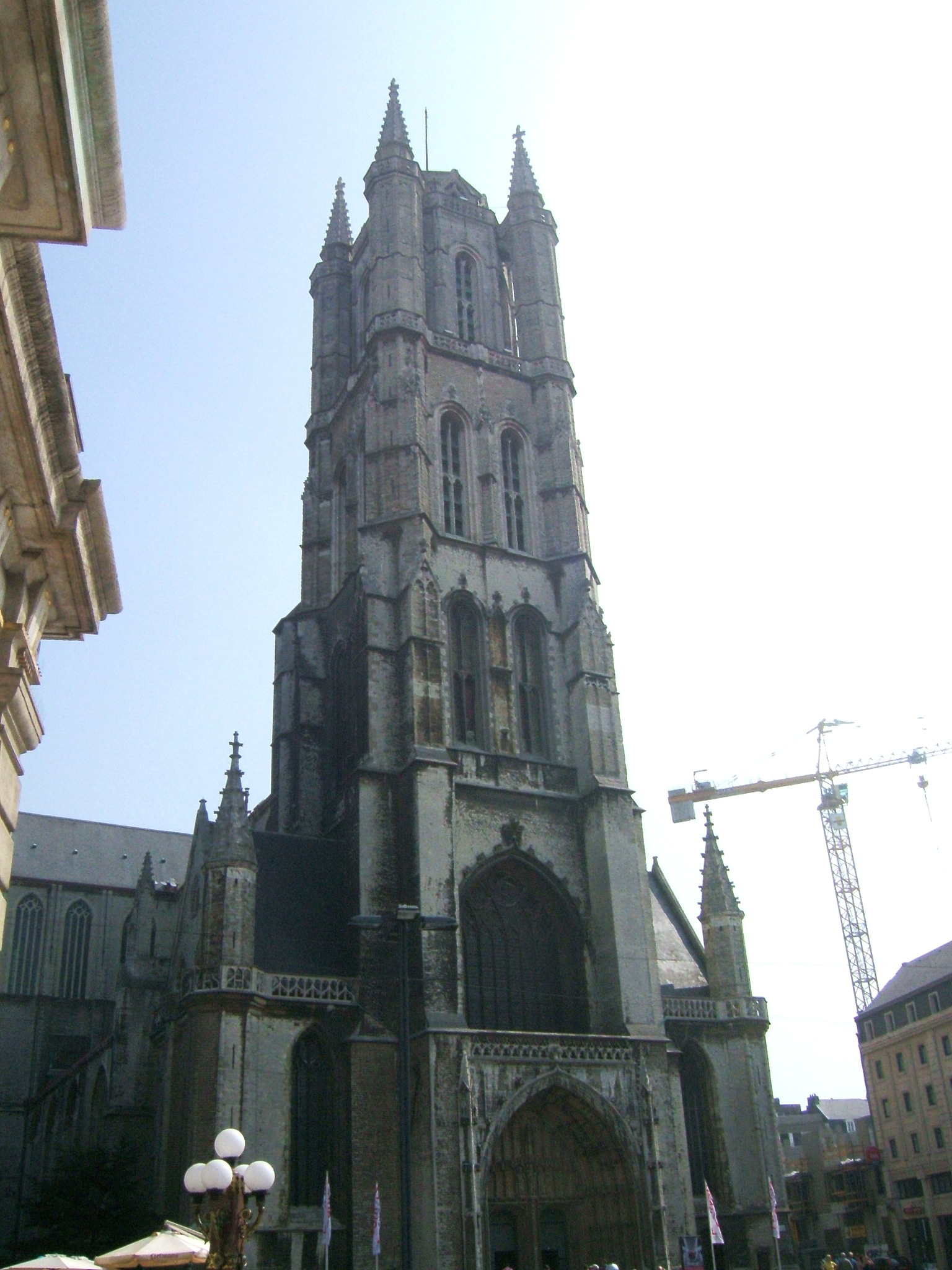
La catedral de Sant Bavó

Dins de la catedral, es descobreix un espai impressionant de tres naus d'inspiració brabant, datades d'aproximadament del 1550 i formades pel cor, el creuer i les capelles laterals. Destaca la capella del Sant Sepulcre.
El cor, parcialment obert al públic, al qual s'accedeix per una escala d'una desena d'esglaons, va ser construït en pedra blava de Tournai. Allotja els mausoleus de diversos bisbes de Gant enterrats a la cripta, així com un gran nombre d'obres mestres, entre les quals destaquen les estàtues de Sant Pere i de Sant Pau per Karel van Poucke. La volta central no va ser col·locada a la catedral fins al 1628, tot i haver estat projectada des de l'origen.
La torre de la façana occidental d'estil gòtic brabançó té una alçada de 89 metres i data dels anys 1462-1534. Els vitralls són del segle xix. L'església anomenada baixa (el creuer i les tres naus) va ser construïda en maó i pedra blanca entre 1533 i 1559.
Hi ha el tríptic Viglius, obra de Frans Pourbus el Vell. S'hi troba igualment el cèlebre políptic L'adoració de l'anyell místic dels germans Van Eyck, acabat el 1432.